# Бой в Новотроицком
Бой в Новотроицком — крупное столкновение рудничных партизан с частями Гайдамацкого коша Слободской Украины в конце 1918 года.
В другом источнике "История поселка Святогоровка" ошибочно указано что бой произошел в селе Панковка.

## История
После начала Антигетьманского восстания Директории УНР, началось повсеместное восстание в Донбассе. В начале декабря 1918 года в Золотоколодязкой волости, была  ликвидирована гетьманская варта, в волости была  объявлена советская власть был избран волостной ревком во главе с Зубченком Игором Ивановичем. В селе Золотой Колодезь был создан партизанский отряд командиром отряда был избран Точоный Григорий Анатольевич .
В конце декабря 1918 года в волость был послан крупный отряд гайдамаков, для подавления восстания и возобновления власти УНР в волости. Узнав об этом Точоный связался с командирами других партизанских отрядов. На помощь золотоколодязкому отряду пришли отряды с Криворожья во главе с Подопригорой, Сергеевский во главе с Кутным и Кишканем, Александровским во главе с Скабелькой  и Святогоровский во главе с Трембой.
Объединенные отряды встретились с гайдамаками на хуторе Новотроицком, с приближением партизан к хутору гайдамаками был открыт пулеметный огонь произошел ожесточенный бой после которого гайдамаки отступили. Потери были с той и с той стороны, в этом бою погиб командир Святогоровского отряда Тремба, и несколько человек с Криворожского отряда.

## Потери
- Тремба Иван Титович
- Ивашенко
- Могилатов
- Круглик